# 慕容三蔵
慕容 三蔵（ぼよう さんぞう、? - 611年）は、北斉から隋にかけての軍人・政治家。本貫は昌黎郡棘城県。

## 経歴
慕容紹宗の次男として生まれた。兄は慕容士粛。子は慕容正言・慕容正則。
北斉に仕えて、太尉府参軍事となり、まもなく備身都督に転じた。570年、父の燕郡公の爵位を嗣いだ。北周の軍を孝水で破り、また南朝陳の軍を寿陽で破って、武衛将軍に転じた。また北周の軍を河陽で破り、武衛大将軍の号を受けた。右衛将軍に転じ、范陽県公の別封を受けた。577年、北斉の後主が鄴を放棄して東に逃亡すると、三蔵は鄴宮の留守を任された。北斉の王公以下がみな北周に降った後も、三蔵は麾下を率いて北周に抵抗した。北斉が平定されると、北周の武帝の引見を受けて、その節義を賞賛され、開府儀同大将軍の号を受けた。稽胡が北周に叛くと、三蔵は命を受けて鎮圧にあたった。
581年、隋が建国されると、三蔵は呉州刺史に任じられた。589年、涼州道黜陟大使となった。同年、嶺南で王仲宣が叛き、広州を包囲すると、襄陽公韋洸の下で三蔵は行軍副総管となり、広州におもむいた。韋洸が流れ矢に当たって陣没すると、三蔵は検校広州道行軍事をつとめた。590年、王仲宣が広州の城の四面を攻めたてると、三蔵は一カ月あまりにわたって広州を防衛した。城中の食糧が少なくなり矢が尽きると、三蔵は持ちこたえることができないと察して、自ら精鋭を率いて夜間に包囲を突破した。王仲宣の軍は敗れ去った。三蔵は功績により大将軍に任じられた。592年、廓州刺史となった。廓州は隋の西辺に位置し、吐谷渾と隣接していて、法を犯した者が流刑になってきたり、流れ者が逃げこんできたりしていた。三蔵が廓州に赴任すると、そういった人々を招撫して、住民に愛され、歌にして讃えられた。文帝は三蔵の有能を聞きおよんで、しばしば労をねぎらった。三蔵は廓州の畜産から醍醐を作って文帝に献上した。595年、畳州総管となった。党項羌が叛くと、三蔵はその乱を鎮圧した。601年、河内県男に改封された。
605年、和州刺史となった。607年、淮南郡太守に転任し、善政で知られた。金紫光禄大夫の位を受けた。611年、死去した。子の慕容正言が後を継いだ。

## 伝記資料
- 『北斉書』巻20 列伝第12
- 『隋書』巻65 列伝第30
- 『北史』巻53 列伝第41